# ياناغاوا (فوكوكا)
مدينة ياناغاوا (بالإنجليزية: Yanagawa)‏ هي أحد المدن التابعة لمحافظة فوكوكا. تأسست رسميًا في 01/04/1952. ويقدر عدد سكانها بـ 72798 نسمة حسب تقدير مكتب الإحصاء الياباني لعام 2012. تبلغ مساحة ياناغاوا 76.9 كم2. بكثافة سكانية تبلغ 947 نسمة/كم2.

## أعلام
- ماساتو ساكاي
- كوسوكي ياسودا
- ساتوشي تسمابوكي
- هيرومي شينيا
- ايواتا ناكاياما